# استیو دیویس
استیو دیویس (انگلیسی: Steve Davis؛ زادهٔ ۲۲ اوت ۱۹۵۷) اسنوکرباز حرفه‌ای بازنشستهٔ اهل انگلستان است که در طول دههٔ ۱۹۸۰ با کسب شش قهرمانی جهان و در اختیار داشتن عنوان شماره یک اسنوکر برای هفت فصل پی‌درپی سلطه‌اش را بر این ورزش دیکته کرد. شکست غیرمنتظرهٔ او در بازی فینال مسابقات جهانی سال ۱۹۸۵ که بین او و دنیس تیلور برگزار و به توپ سیاه آخر کشیده شد، بسیار مشهور و از پربیننده‌ترین مسابقات تاریخ اسنوکر است.
استیو دیویس نخستین اسنوکرباز تاریخ این رشتهٔ ورزشی است که ماکزیمم بریک او در مسابقات رسمی (سال ۱۹۸۲) ثبت و فیلمبرداری تلویزیونی شده است. او همچنین نخستین کسی بود که سه‌گانهٔ جام‌های قهرمانی بریتانیا، قهرمانی جهان و مسترز را در یک فصل گرفت.
دیویس در سال ۲۰۱۶ از دنیای اسنوکر خداحافظی کرد.